# Katie Piper

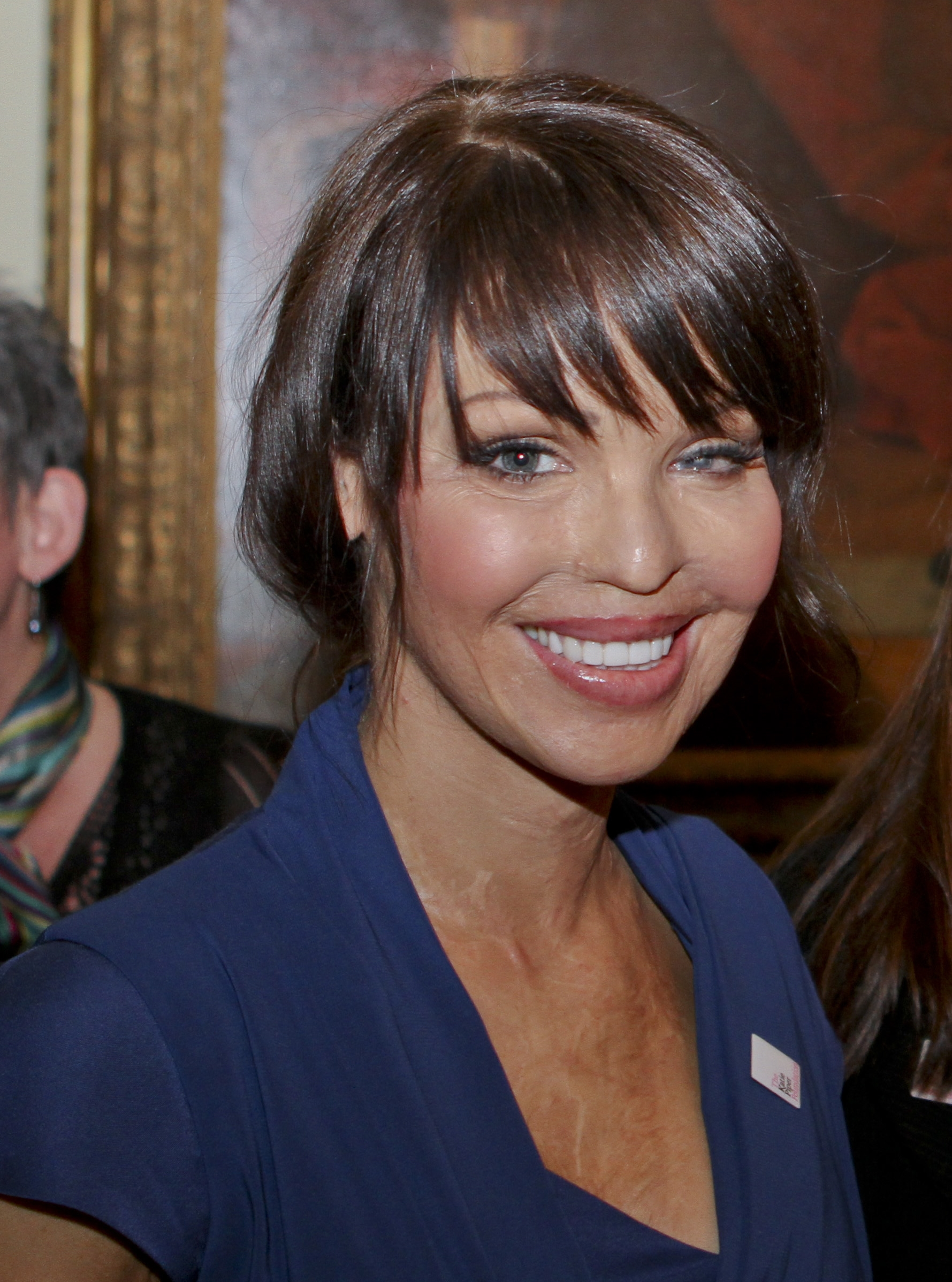
Katie Piper 2012.

Kate Elizabeth "Katie" Piper, född 12 oktober 1983 i Andover i Hampshire, är en brittisk skribent, programledare, filantrop och tidigare fotomodell. Hon blev uppmärksammad i media i mars 2008 då hennes expojkvän Daniel Lynch, tillsammans med Stefan Sylvestre, kastade svavelsyra i hennes ansikte. År 2009, ett år efter syraattacken, grundade Piper organisationen The Katie Piper Foundation för att öka medvetenheten om brännskadade och offer för andra vanställande olyckor.
Hon har publicerat en bok, Beautiful, och hennes liv har även dokumenterats i ett antal olika program.

### Om Piper
- 2016 – Reed, Richard; Kerr Samuel (på engelska). If I could tell you just one thing ...: encounters with remarkable people and their most valuable advice. Edinburgh: Canongate. Libris 21748707. ISBN 9781782119227